# Файнголд, Расс
Рассел Дана «Расс» Файнголд (англ. Russell Dana "Russ" Feingold, произносится /ˈfaɪn.ɡoʊld/; род. 2 марта 1953) — американский политик, член сената США от демократической партии с 1993 по 2011 год, сенатор штата Висконсин с 1983 по 1993 год.
Во время первого голосования по Патриотическому акту был единственным сенатором, проголосовавшим против этого закона. Упоминался в качестве возможного кандидата на президентских выборах 2008 года, но после промежуточных выборов 2006 года решил не участвовать. В 2010 году Файнголд не смог переизбраться в сенат и его место занял республиканец Рон Джонсон. В 2016 году ещё раз попытался вернуть свое старое сенатское место, но опять проиграл Джонсону.

## Биография
Файнголд родился в Джейнсвилле, штат Висконсин, в еврейской семье, которая поселились здесь в 1917 году. Его бабушка и дедушка выходцы из России и Галиции, его отец, Леон Файнголд (1912—1980) был адвокатом, а мать, Сильвия Файнголд (урождённая Бинсток, 1918—2005) учителем французского языка и совладельцем небольшой компании. Расс Файнголд был одним из четверых детей и как он отмечал, на его будущую карьеру политика повлияли старший брат и отец.
В 1972 году Файнголд поддерживал президентскую кампанию мэра Нью-Йорка Джона Линдси, а позднее президентские кампании Морриса Юдалла и Эдварда Кеннеди.
После окончания высшей школы Джозефа Крейга, Рассел учился в Университете Висконсина-Мэдисона, который окончил с отличием и степенью бакалавра гуманитарных наук в 1975 году. Получив стипендию Родса, он продолжил обучение в Оксфордском университете, где получил степень бакалавра искусств в 1977 году. Вернувшись в США, в 1979 году окончил с отличием и степенью доктора права юридическую школу Гарварда.
Файнголд работал адвокатом в частных юридических фирмах Foley & Lardner и La Follette & Sinykin с 1979 до 1985 года.

## Карьера и политика
В 1982 году он был избран в Сенат штата Висконсин, где работал в течение 10 лет, до избрания в Сенат США.
Основное внимание Файнголда было уделено законодательной реформе финансирования избирательных кампаний, торговой политике, реформе здравоохранения, защите окружающей среды, многосторонней внешней политике, социальному обеспечению, а также ликвидации смертной казни и расточительных расходов бюджета.
Он выступал против соглашения о свободной торговле между США, Канадой и Мексикой, а также против ряда других соглашений о свободной торговле.
В мае 2006 года Файнголд проголосовал за законопроект S.2611 об иммиграционной реформе, которая, среди прочего, предполагает увеличить число рабочих виз H-1B почти в 2 раза. Выступал в качестве одного из ярых противников смертной казни, в 2002 году стал соавтором (вместе с Джоном Корзином) Национального закона о моратории на смертную казнь. В 2009 году, на 111-м созыве Конгресса США, он внёс Федеральный закон об отмене смертной казни.
26 января 2009 года Файнголд, вместе с Томом Харкином и Робертом Бёрдом стали единственными демократами, проголосовавшими против назначения Тимоти Гейтнера на должность министра финансов США.
Всячески поддерживает меры по оказанию помощи ветеранам, является соавтором бюджетной реформы по уходу за ветеранами и закона о прозрачности, принятого в октябре 2009 года. В 2010 году ассоциацией ветеранов был назван «законодателем года».